# Наноматериал
Наноматериалы — материалы, созданные с использованием наночастиц и/или посредством нанотехнологий, обладающие какими-либо уникальными свойствами, обусловленными присутствием этих частиц в материале. К наноматериалам относят объекты, один из характерных размеров которых лежит в интервале от 1 до 100 нм.

## Описание

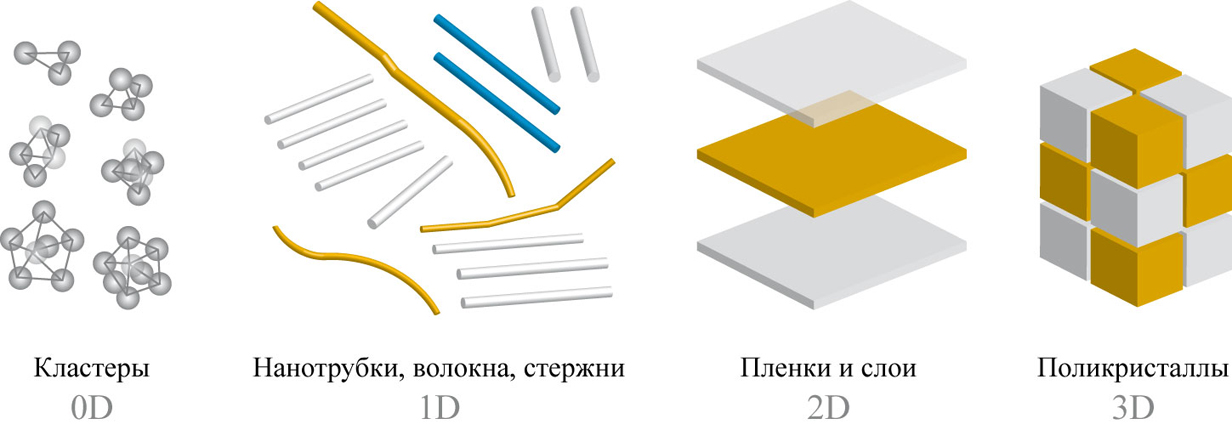
Типы нанокристаллических материалов по размерности структурных элементов: 0D- (нульмерные) кластеры; 1D- (одномерные) нанотрубки, волокна и прутки; 2D- (двумерные) плёнки и слои; 3D- (трехмерные) поликристаллы.

Способы получения наноматериалов можно разделить на две группы:
- «сборка из атомов»
- «диспергирование макроскопических материалов».

Согласно 7-й Международной конференции по нанотехнологиям (Висбаден, 2004), выделяют следующие типы наноматериалов:
- нанопористые структуры[3];
- наночастицы;
- нанотрубки, нановолокна и наноленты;
- нанодисперсии (коллоиды);
- наноструктурированные поверхности и плёнки;
- нанокристаллы и нанокластеры.

Сами наноматериалы делят по назначению на:
- Функциональные
- Композиционные
- Конструкционные.

По количеству измерений:
- нульмерные/квазинульмерные (квантовые точки, сфероидные наночастицы);
- одномерные/квазиодномерные (квантовые проводники, нанотрубки);
- двумерные/квазидвумерные (тонкие плёнки, поверхности разделов, максены);
- трехмерные/квазитрехмерные (многослойные структуры с наноразмерными дислокациями, сверхрешетки, нанокластеры).

Свойства наноматериалов, как правило, отличаются от аналогичных материалов в массивном состоянии. Например, у наноматериалов можно наблюдать изменение магнитных, тепло- и электропроводных свойств. Для особо мелких материалов можно заметить изменение температуры плавления в сторону её уменьшения.
Для наноматериалов актуальна проблема их хранения и транспортировки. Обладая развитой поверхностью, материалы очень активны и охотно взаимодействуют с окружающей средой, прежде всего это касается металлических наноматериалов.
Применение наноматериалов пока не очень широко развито, поскольку подробное их изучение только началось и сейчас идет накопление знаний об этих материалах. В генной инженерии векторы на основе наноматериалов используются для доставки биологически активных веществ в клетки.

## Углеродные наноматериалы
Углеродные наноматериалы (англ. carbon nanomaterials) — собирательный термин, которым обозначают различные низкоразмерные структуры или наноструктурированные материалы, основой которых является углерод.
К углеродным наноматериалам относят:
- фуллерены (см. также фуллерит) и их производные (см. также фуллерид, эндоэдральный фуллерен);
- углеродные нанотрубки;
- углеродные нановолокна;
- наноалмазы;
- графены (см. также графан).

Углеродные наноматериалы часто выступают в качестве наполнителя для композитов, наиболее известными среди которых являются композиционные материалы с полимерной матрицей.